# Collines fortifiées en Écosse

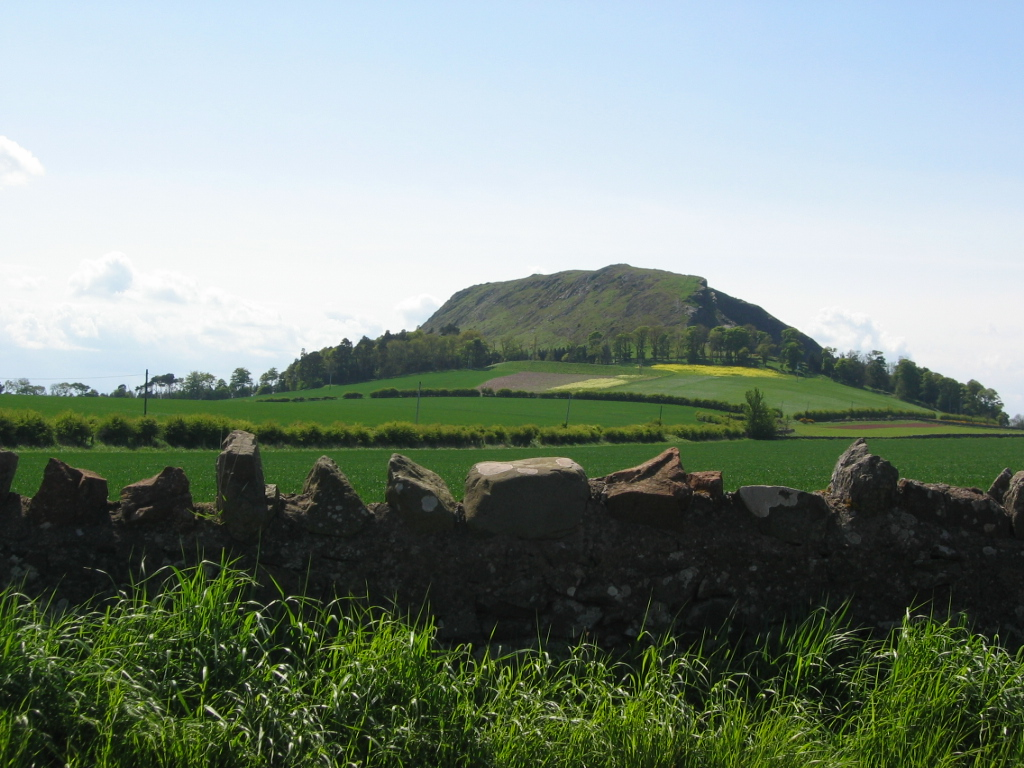
Droit du Traprain à East Lothian

Les Hillforts en Écosse sont des travaux de terrassement, parfois avec des enceintes en bois ou en pierre, construits sur un terrain plus élevé, qui comprennent généralement un règlement important, construit dans les limites modernes de l'Écosse. Ils ont été étudiés pour la première fois au XVIIIe siècle et les premières recherches sérieuses sur le terrain ont été entreprises au XIXe siècle. Au XXe siècle, il y a eu un grand nombre de recherches archéologiques sur des sites spécifiques, l'accent étant mis sur l'établissement d'une chronologie des forts. Les forts ont été classés par type et leurs fonctions militaires et rituelles ont été débattues. 
Ils ont été introduits en Écosse pendant l'âge du bronze à partir d'environ 1000 avant notre ère. Le groupe le plus important est de l'âge du fer, avec plus de 1 000 forts de montagne, principalement sous la ligne Clyde-Forth, dont la plupart ont été abandonnés pendant la période d'occupation romaine de la Grande-Bretagne. Il existe également un grand nombre de forts vitrifiés, qui ont été soumis à des incendies, dont beaucoup peuvent dater de cette période et se trouvent à travers l'Écosse. Après l'occupation romaine au début du Moyen Âge, certains forts de montagne ont été réoccupés et les petits royaumes ont souvent été dirigés à partir de petits forts nucléés utilisant des caractéristiques naturelles défendables, comme à Édimbourg et à Dunbarton. 